# Ungulipetalum filipendulum
Ungulipetalum filipendulum är en tvåhjärtbladig växtart som först beskrevs av Carl Friedrich Philipp von Martius, och fick sitt nu gällande namn av Harold Norman Moldenke. Ungulipetalum filipendulum ingår i släktet Ungulipetalum och familjen Menispermaceae. Inga underarter finns listade i Catalogue of Life.